# Хотону, Итуну
Итуну Хотону (англ. Itunu Hotonu; род. 18 января 1959, Нигерия) — нигерийский морской офицер и архитектор. Одна из первых женщин-офицеров и одна из первых архитекторов в военно-морских силах Нигерии, служила инструктором в колледже и за рубежом в Либерии. В декабре 2012 года стала первой женщиной-адмиралом в Африке.

## Карьера
Родилась 18 января 1959 года. Изучала архитектуру в Университете Нигерии, где она часто была единственной женщиной в своих классах. После окончания университета работала в архитектурном бюро в течение двух лет, пока сдавала профессиональные экзамены.
Подала заявление на вступление в Инженерный корпус нигерийской армии, но ей отказали с формулировкой, что у них нет должностей для женщин. Затем она подала заявление на службу в Военно-морской флот, где не было гендерных ограничений. В 1985 году её приняли в качестве кандидата на должность офицера в Национальную академию обороны в Абудже. Она стала первой женщиной, поступившей в академию, и окончила её как лучшая студентка в своём классе из 73 человек. Выиграла премию главнокомандующего, а также премию коменданта за лучший исследовательский проект. Стала одним из первых архитекторов, вступивших в военно-морские силы Нигерии.
Стала первой женщиной-офицером, которая служила инструктором в Командно-штабном колледже вооружённых сил в Джаджи. В 2012 году служила в Либерии, обучая женщин в вооружённых силах этой страны. В декабре 2012 года была повышена до звания контр-адмирала, став первой женщиной-адмиралом в Африке.

## Личная жизнь
Замужем за архитектором Абайоми Хотону, от которого у неё трое детей.